# Mikó Zsuzsanna
Mikó Zsuzsanna (Letenye, 1969 – ) főlevéltáros, 2012 és 2017 között a Magyar Nemzeti Levéltár főigazgatója.

## Életútja
A zalaegerszegi Deák Ferenc Középiskolában érettségizett 1988-ban. A szombathelyi főiskolán történelem-könyvtár és olasz szakos tanári, az ELTE-n pedig levéltáros és jogász diplomát szerzett. 2004-ben kezdett dolgozni a Magyar Országos Levéltárban, előbb főosztályvezetőként, majd 2010. november 1-től megbízott főigazgató-helyettessé, 2011. július 1-én megbízott főigazgatóvá, 2012 áprilisában pedig főigazgatóvá nevezték ki. 2012-től az abban az évben megalakított Magyar Nemzeti Levéltár első főigazgatója lett, 2017-ig.

## Művei
- Dokumentumok Zala megye történetéből, 1944-1947; szerk. Káli Csaba, Mikó Zsuzsa; Zala Megyei Levéltár, Zalaegerszeg, 1995 (Zalai gyűjtemény)
- Mezőváros – kisváros. A Hajnal István Kör keszthelyi konferenciája, 1990. június 23-25.; szerk. Mikó Zsuzsa; Csokonai, Debrecen, 1995 (Rendi társadalom – polgári társadalom)
- A rendszerváltás évei, 1987-1990. Kiállítás a Magyar Országos Levéltárban. Megtekinthető 2009. június 11-től; szerk. Majtényi György, Mikó Zsuzsanna, Szabó Csaba; MOL, Bp., 2009
- Forradalom! 24 megtalált történet, szerk., bev., jegyz. Majtényi György, Mikó Zsuzsanna, Szabó Csaba; Magyar Nemzeti Levéltár–MNL, Bp., 2016
- A terror hétköznapjai. A kádári megtorlás, 1956-1963; Magyar Nemzeti Levéltár–MNL, Bp., 2016

## Díjai
- A Magyar Érdemrend lovagkeresztje (2019)